# Baltazar Batory (zm. 1577)
Baltazar Batory (ur. ok. 1555, zm. w maju 1577) – szlachcic węgierski, syn Krzysztofa Batorego i jego pierwszej żony Katarzyny Daniczka, polskiego pochodzenia.

## Życiorys
Po wstąpieniu swego stryja Stefana Batorego na tron polski, Baltazar został wezwany na jego dwór. Po przybyciu do Krakowa, młody Batory rozpoczął naukę pod kierunkiem profesora Collegium Maius, Stanisława Mareniusza. Ambitne plany królewskie wobec Baltazara nie zostały osiągnięte, gdyż w maju 1577 królewski bratanek utonął w Wiśle podczas kąpieli. Śmierć Baltazara pogrążyła króla w żałobie, zaś Stanisław Mareniusz poświęcił zmarłemu poemat.